# Giordano Colausig
Giordano Colausig (Gradisca d'Isonzo, Provincia de Gorizia, Italia, 16 de diciembre de 1940) es un exfutbolista italiano. Se desempeñaba en la posición de delantero.

## Clubes
| Club                    | País   | Año         |
| ----------------------- | ------ | ----------- |
| Vicenza Calcio          | Italia | 1961 - 1966 |
| A. S. Roma              | Italia | 1966 - 1967 |
| Inter de Milán          | Italia | 1967        |
| Brescia Calcio          | Italia | 1967 - 1968 |
| Juventus F. C.          | Italia | 1968        |
| Genoa C . F. C.         | Italia | 1968 - 1970 |
| Perugia Calcio          | Italia | 1970 - 1973 |
| S. S. Città di Castello | Italia | 1973 - 1974 |